# Botrynema brucei
Botrynema brucei ist eine Quallen-Art aus der Familie der Halicreatidae.

## Merkmale
Botrynema brucei hat einen Durchmesser von bis zu 25 Millimeter und hat acht breite Radiärkanäle, an deren Außenseite auch die ovalen Keimdrüsen zu finden sind. In jedem Oktanten (den acht Körperabschnitten) sitzen je zwei Gruppen von 11–12 Tentakeln, kreisförmig um den Rand sitzen noch einmal acht einzeln stehende Tentakel. Zwischen den Tentakelgruppen platziert finden sich jeweils 3 keulenförmige Sinnesorgane. Der Schirm ist konisch und an der Spitze zu einem Fortsatz verlängert, wodurch sie sich von Botrynema ellinorae unterscheidet.

## Verbreitung
Botrynema brucei ist in allen Weltmeeren zu finden.